# Runenstein von Granby
Der wikingerzeitliche Runenstein von Granby (schwedisch Granbyhällen), im Rundata-Katalog als U 337 bezeichnet, stammt aus dem 9. Jahrhundert und bedeckt etwa zehn Quadratmeter der Oberfläche eines glatten Findlings. Die Inschrift mit ihren fast 200 Runen ist nach U 29 die zweitlängste in Uppland in Schweden. Fünf bis sieben Runen am Anfang des Textes sind jedoch verloren gegangen. 
Die Runenplatte (schwedisch Runhällen) von Granby im Kirchspiel Orkesta in der Gemeinde Vallentuna hat eine Runeninschrift, die in einen Felsen geschnitzt ist. Das Denkmal für einen Vater, eine Mutter und einige andere Personen (Häming, Själve, Johan, Vargas, Kalfr Gärdar) erwähnt das Eigentum des Vaters Finnvid. Einige Familienmitglieder werden auf anderen lokalen Runensteinen erwähnt: Kalfr auf den Steinen U 338 und U 341 in Söderby und auf U 342 in Granby und die Mutter Ragnfríðr auf U 338.
Die Inschrift wurde von dem Runenmeister Visäte geschnitzt, der in der zweiten Hälfte des 11. Jahrhunderts in Uppland tätig war, wo er sieben weitere Runensteine signiert hat. Im Runentext schrieb Visäte Guð („Gott“) mit einer o-Rune anstelle einer u-Rune, eine alternative Schreibweise, die er auch auf U 74 verwendete und auf U Fv1972 für den Namen Guðlaug.
Die Inschrift wird als Runensteinstil Pr4 klassifiziert, der auch als Urnes-Stil bekannt ist. Inschriften in diesem Stil zeichnen sich durch schlanke, stilisierte Tiere aus, die zu engen Mustern verwoben sind. Die Tierköpfe sind typischerweise im Profil mit schlanken mandelförmigen Augen und nach oben gerichteten Fortsätzen an den Nasen und Hälsen zu erkennen.

Runenstein von Granby
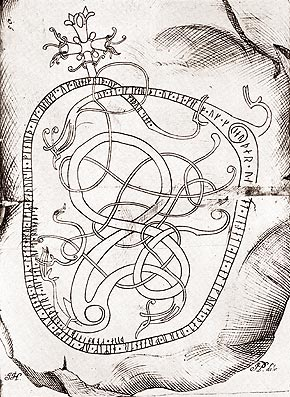
Zeichnung in Aufsicht
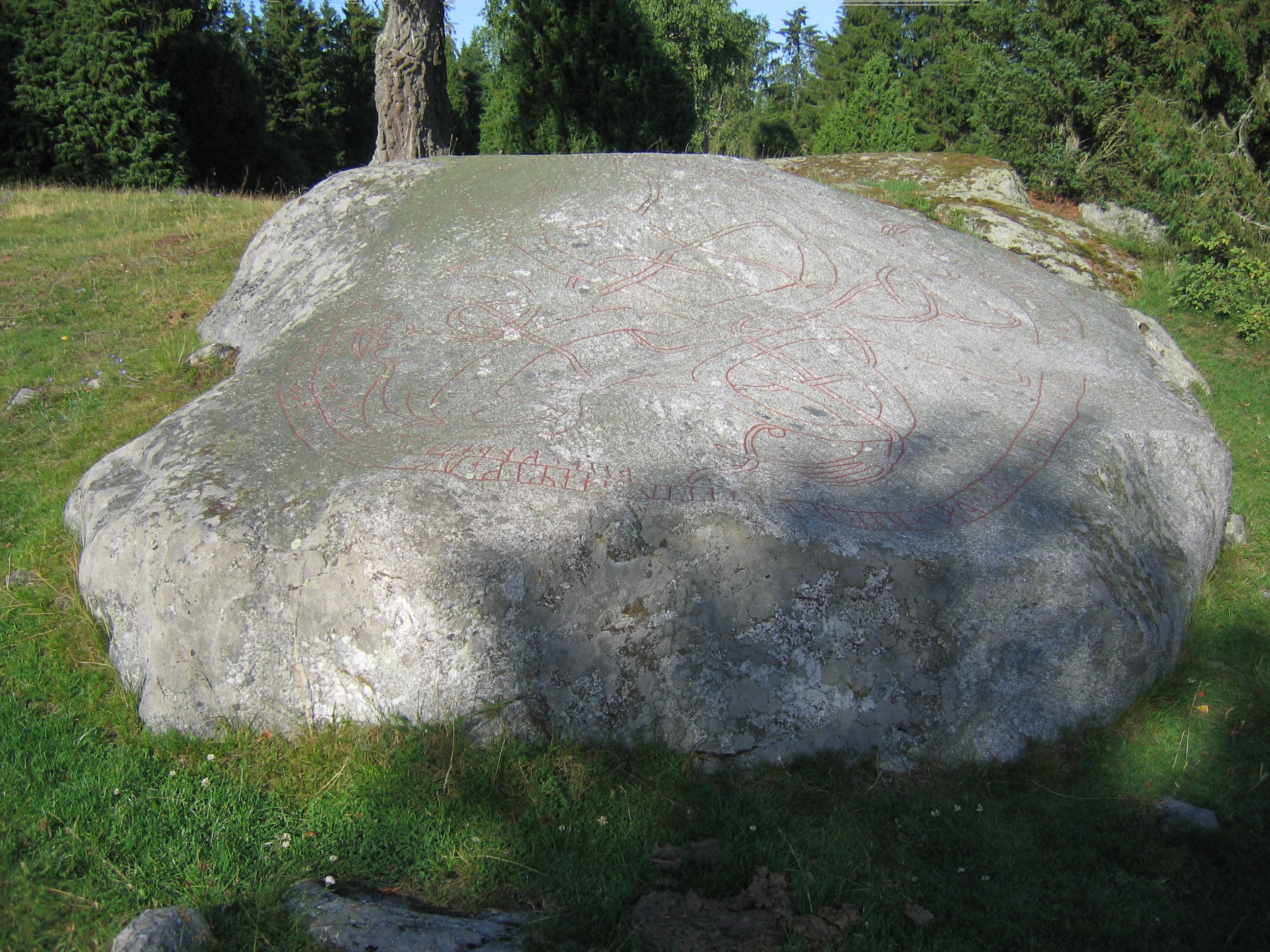
Ansicht
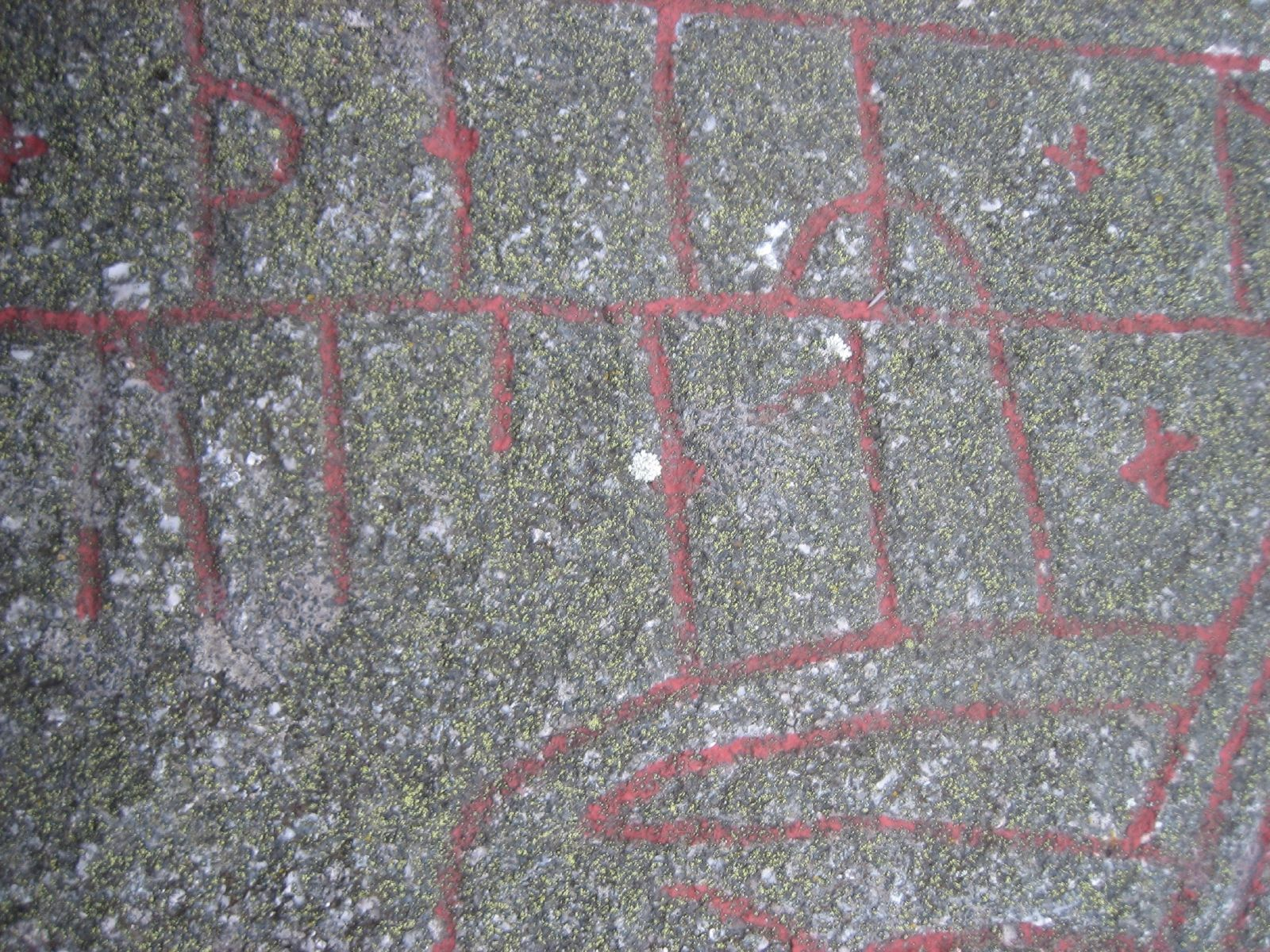
Detail Signum von Visäte
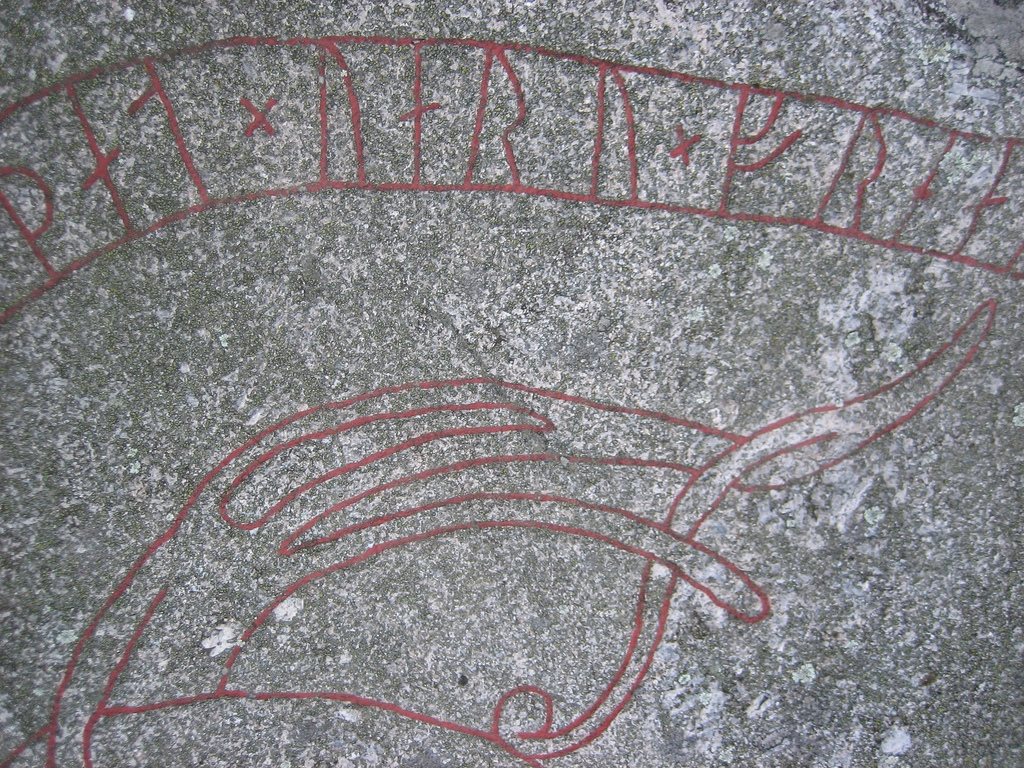
Detail Urnes-Stil

Etwa 1 km nordöstlich steht der Runenstein von Yttergärde.